# Boisduvalia subulata
Boisduvalia subulata là một loài thực vật có hoa trong họ Anh thảo chiều. Loài này được (Ruiz & Pav.) Raim. mô tả khoa học đầu tiên năm 1893.